# Люзьен, Морис
Мори́с Люзье́н (фр. Maurice Lusien; 17 августа 1926, Париж — 10 марта 2017, Марсель) — французский пловец, специалист по брассу, баттерфляю и комплексному плаванию. Выступал за сборную Франции в конце 1940-х и на всём протяжении 1950-х годов, четырёхкратный чемпион Средиземноморских игр, серебряный призёр чемпионата Европы в Вене, участник двух летних Олимпийских игр.

## Биография
Морис Люзьен родился 17 августа 1926 года в Париже. Первое время проходил подготовку в Парижском университетском клубе, позже состоял в плавательных клубах «Стад Франсе» и «Марсель».
Впервые заявил о себе в 1947 году, став чемпионом Франции в плавании на 200 метров брассом.
Первого серьёзного успеха на международном уровне добился в сезоне 1948 года, когда вошёл в основной состав французской национальной сборной и благодаря череде удачных выступлений удостоился права защищать честь страны на летних Олимпийских играх в Лондоне. Выступал здесь в плавании брассом на 200 метров, но в финал не квалифицировался.
В 1950 году Люзьен побывал на чемпионате Европы по водным видам спорта в Вене, где стал в плавании брассом на 200 метров серебряным призёром, уступив в решающем заплыве только немцу Херберту Кляйну.
В 1951 году отправился на Средиземноморские игры в Александрии, где одержал победу сразу в трёх плавательных дисциплинах — на дистанции 200 метров брассом и баттерфляем, а также в комплексном плавании 3 × 100 м.
Будучи одним из лидеров плавательной команды Франции, Люзьен благополучно прошёл отбор на Олимпийские игры 1952 года в Хельсинки — на сей раз добрался до финала и показал в решающем заплыве седьмой результат.
После хельсинкской Олимпиады Морис Люзьен остался в основном составе французской национальной сборной и продолжил принимать участие в крупнейших международных соревнованиях. Так, в 1955 году он выступил на Средиземноморский играх в Барселоне, откуда привёз золотую медаль, выигранную в комплексном плавании 4 × 100 м.
В 1959 году добавил в послужной список серебряную медаль, полученную в комплексной эстафете на Средиземноморских играх в Бейруте.
За свою долгую спортивную карьеру в общей сложности десять раз становился чемпионом Франции в плавании на 100 метров брассом, семь раз в плавании на 200 метров брассом, дважды в плавании на 200 метров баттерфляем. Дважды устанавливал мировые рекорды в индивидуальном комплексном плавании на 400 метров, однако в то время Международная федерация плавания ещё не фиксировала рекорды в данной дисциплине, поэтому официальными они не являются. Также установил мировой рекорд в составе команды французских пловцов в комплексной эстафете 4 × 100 м.
Был женат на французской пловчихе Одетте Люзьен-Костёр, также участвовавшей в двух Олимпийских играх.
Умер 10 марта 2017 года в Марселе в возрасте 90 лет.